# Сальнав, Даниэль
Даниэль Сальнав (фр. Danièle Sallenave; род. 28 октября 1940, Анже) — французская писательница и журналистка, член Французской академии с 2011 года.

## Биография
Родилась 28 октября 1940 года в Анже, окончила Высшую нормальную школу для девушек, получила степень агреже по литературе. Переводчица с итальянского языка. Сотрудничала в газете Le Monde, а также в журналах Le Messager européen и Temps modernes. Преподавала литературу и историю кинематографа в Университете Западный Париж — Нантер-ля-Дефанс с 1968 по 2001 год.
В 1975 году Сальнав опубликовала свой первый роман Paysage de ruines avec personnages («Пейзаж из развалин с действующими лицами»), в 1980 году её роман Les Portes de Gubbio («Врата Губбио») удостоен премии Ренодо. В 2005 году получила Большую литературную премию Французской академии за вклад в литературу и Большую премию Жана Жионо за роман La Fraga («Фрага» — связанный с памятью об исторической битве тайный девиз главной героини, Мэри Гордон, дочери пастора из Новой Англии в конце XIX века, взбунтовавшейся против назначенной ей родителями обыденной судьбы). В 2008 году Сальнав получила премию Жана Монне за Castor de guerre («Бобр войны» — биографический роман о Симоне де Бовуар, в названии которого использованы её слова, написанные в 1939 году на обороте фотографии и определяющие жизненную программу трудного повседневного выбора в частной и общественной сфере). С 2009 по 2014 год вела еженедельную передачу на радиостанции France Culture. 7 апреля 2011 года избрана во Французскую академию, где заняла кресло № 30, остававшееся вакантным после смерти Мориса Дрюона.
В 2010 году проехала на поезде из Москвы во Владивосток и в 2012 году опубликовала книгу Sibir. Moscou-Vladivostok, Mai-Juin 2010 (её спутниками в транссибирском экспрессе «Блез Сандрар» были Сильви Жермен, Матьяс Энар, Оливье Ролен, Мейлис де Керангаль и Доминик Фернандес).

### Переводы
- La Divine Mimesis de Pier Paolo Pasolini, Flammarion, 1980
- Si par une nuit d’hiver un voyageur d'Italo Calvino, 1981
- Orgie de Pier Paolo Pasolini, Actes Sud/Didascalies, 1988